# سياه برة (رودبار)
سیاه برة (بالفارسية: سیاه‌پره) هي مستوطنة تقع في إيران في قسم رودبار الريفي. يقدر عدد سكانها بـ 39 نسمة .